# Psalterium nocturnum
Lo psalterium nocturnum è un manoscritto miniato del XVII secolo, custodito presso la biblioteca Scarabelli di Caltanissetta, gemello dello psalterium diurnum rubato dalla stessa biblioteca nel 2010. Esso proviene dalla biblioteca dei Cappuccini di Caltanissetta.
Scritto e realizzato in pergamena da frati del convento nisseno; consta di 188 fogli scritti in fronte e retro, numerato in folio, possiede 8 grandi miniature a capolettera raffiguranti soggetti floreali e sacri. 
Le lettere con cui cominciano i versetti sono di formato maggiore rispetto al corpo del testo e sono di colore rosso o azzurro. 
Le copertine del testo sono in legno rivestite di pelle, sul retro sono presenti delle borchie e piedi in metallo per facilitare l'uso del testo.
Di dimensioni e peso notevoli, insieme al gemello scomparso, era utilizzato, posto su un leggio, nella recita delle preghiere quotidiane (notturne).
Il testo, nel 2011-2012 è stato sottoposto ad un accurato restauro, da parte di restauratori della Biblioteca centrale regionale di Palermo.

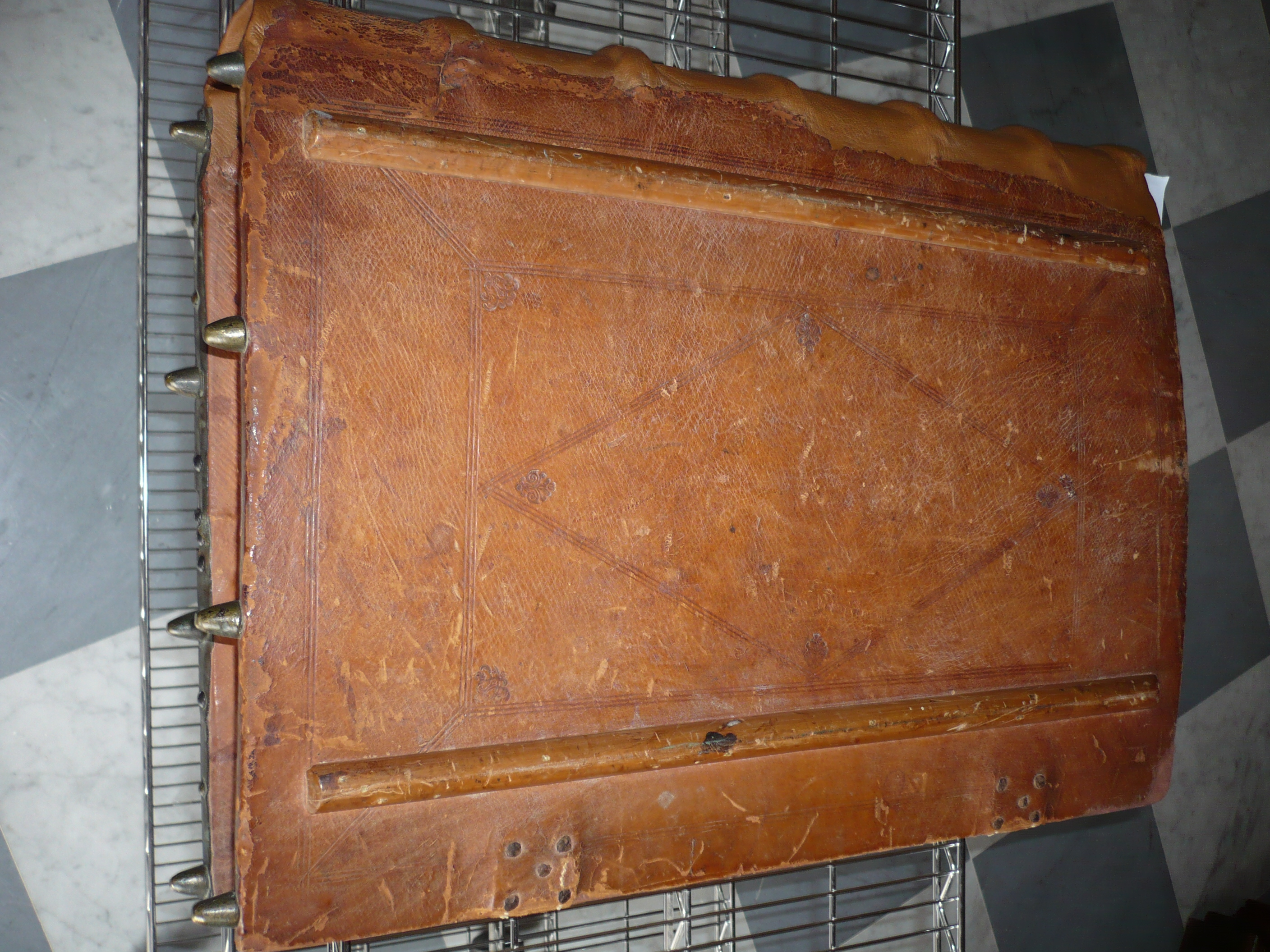
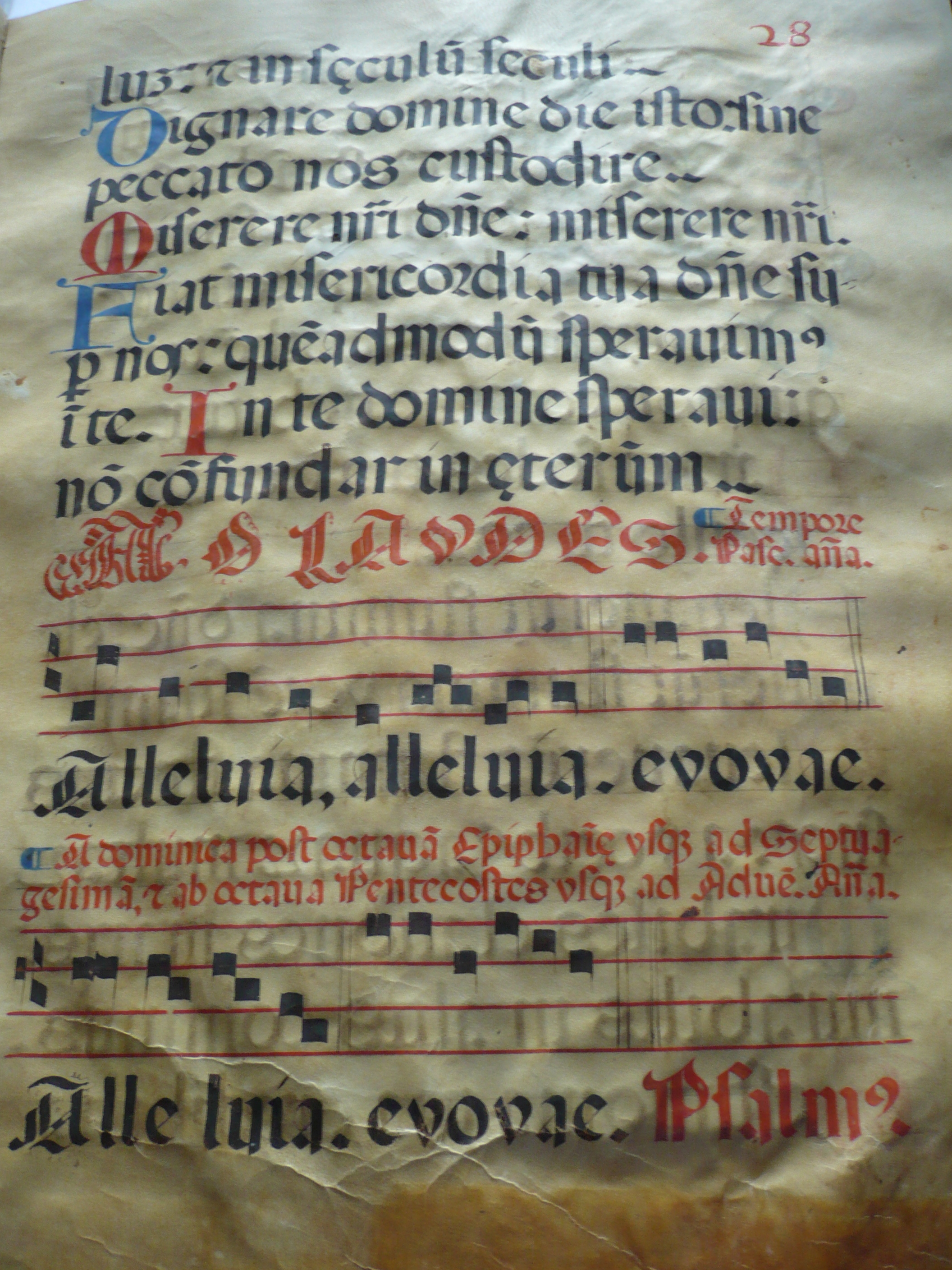
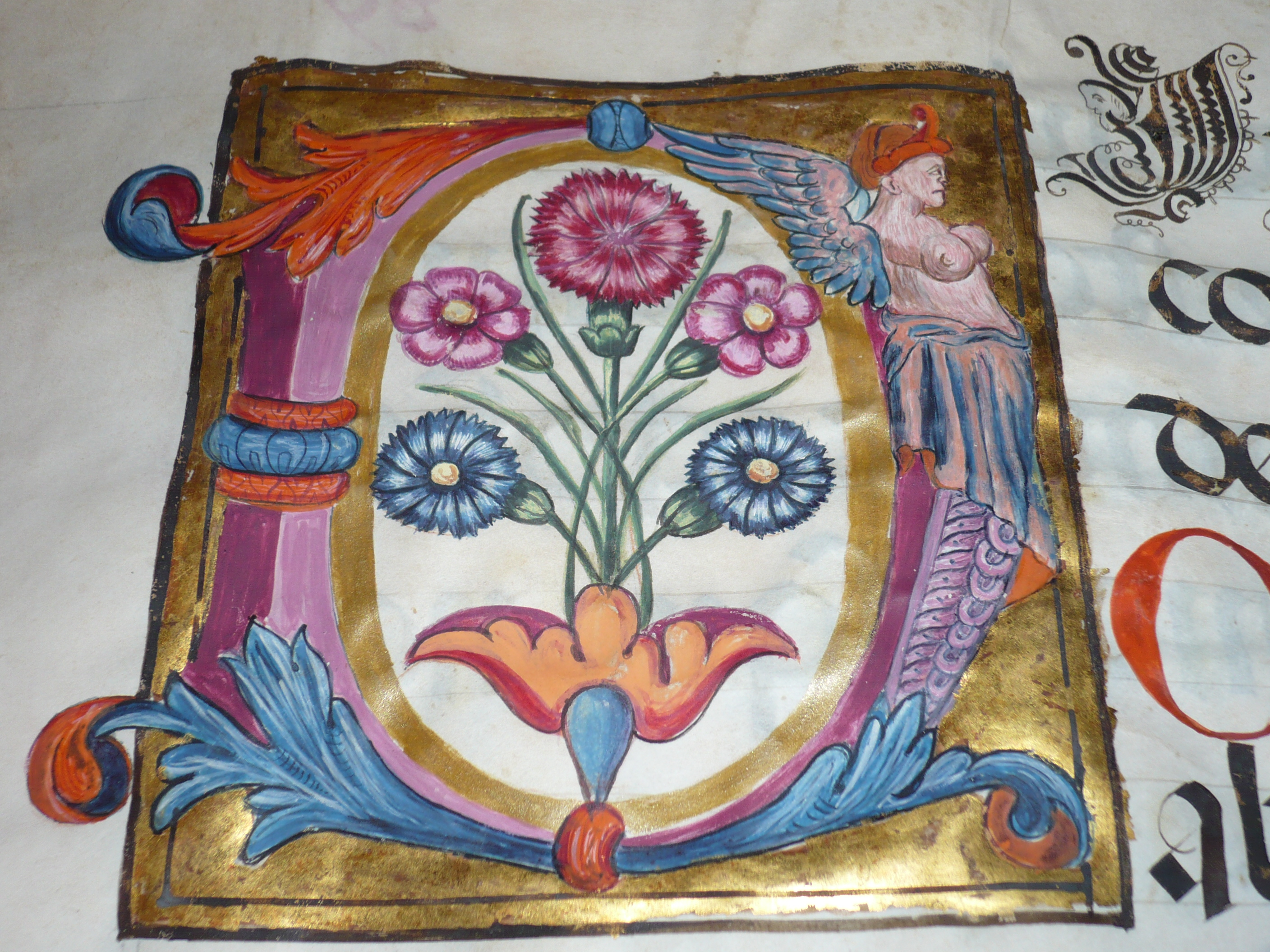
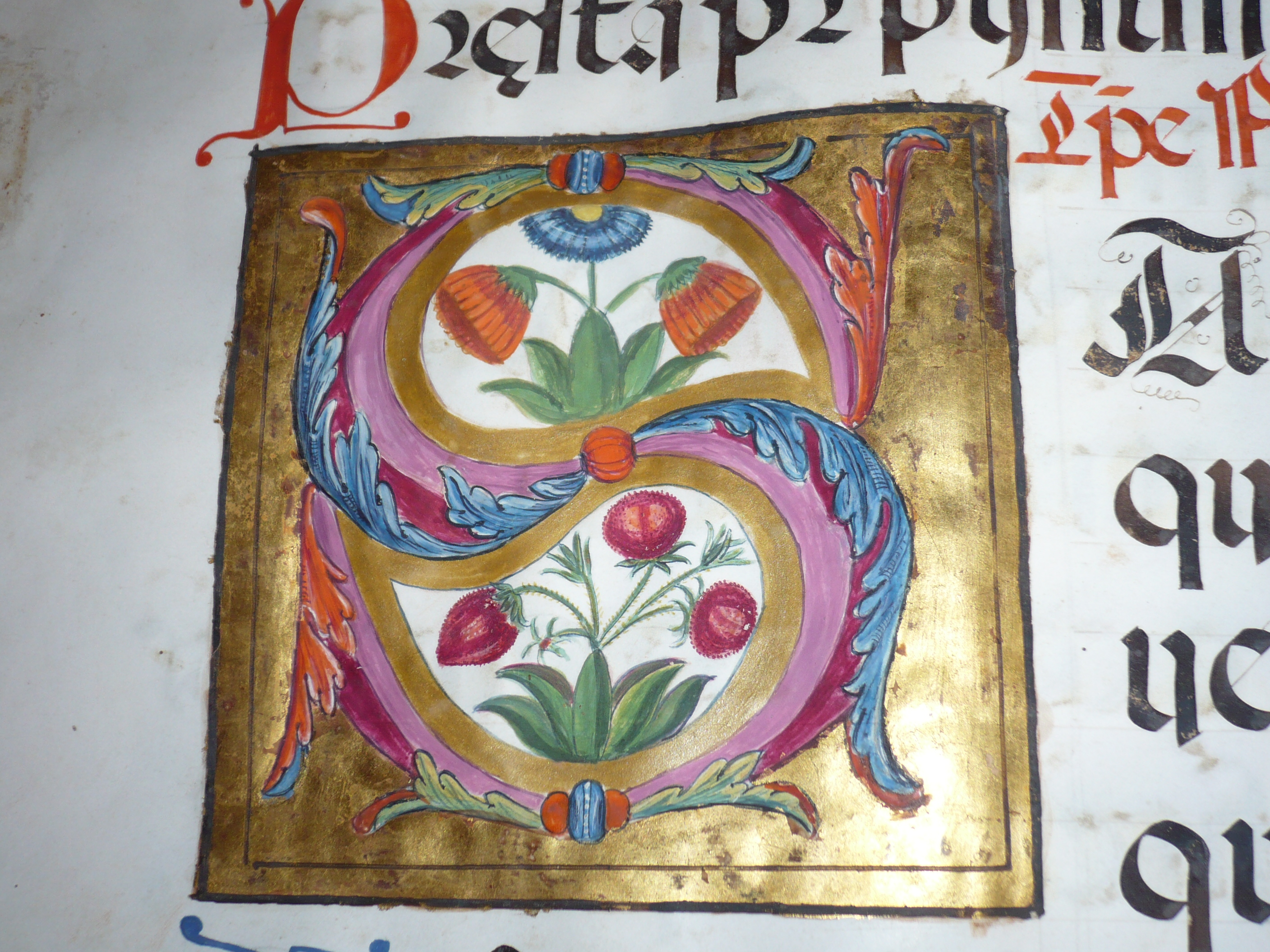

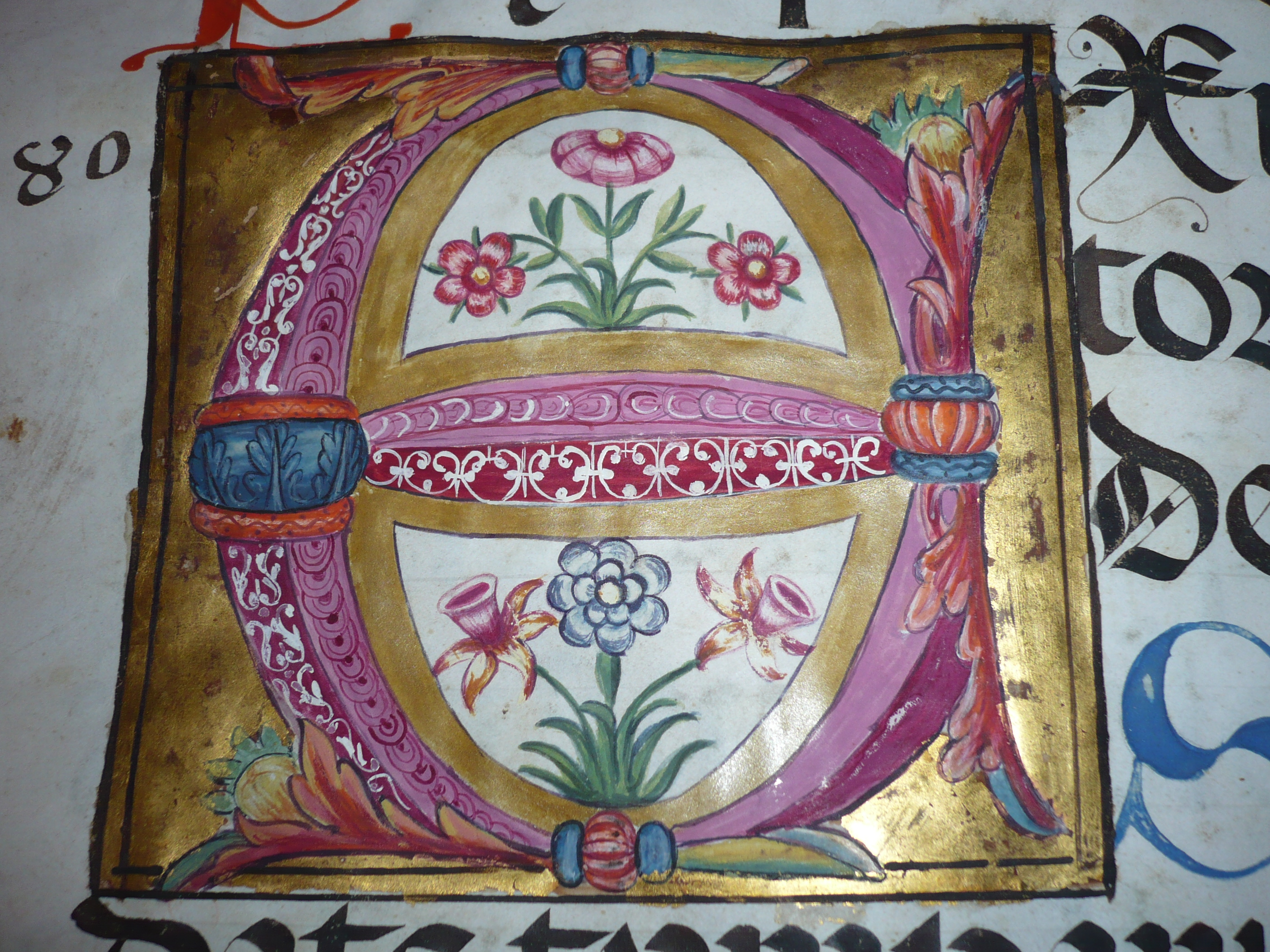
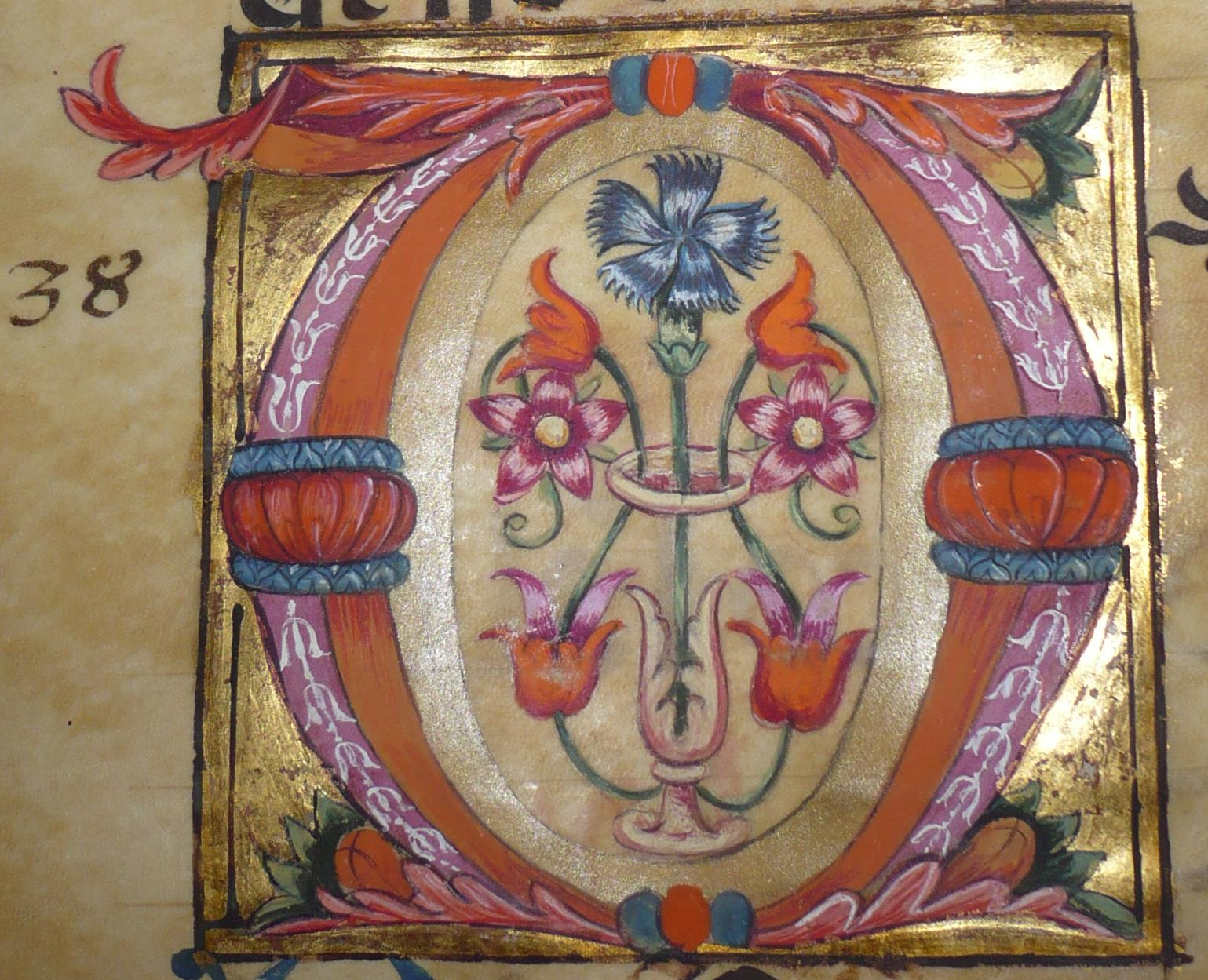
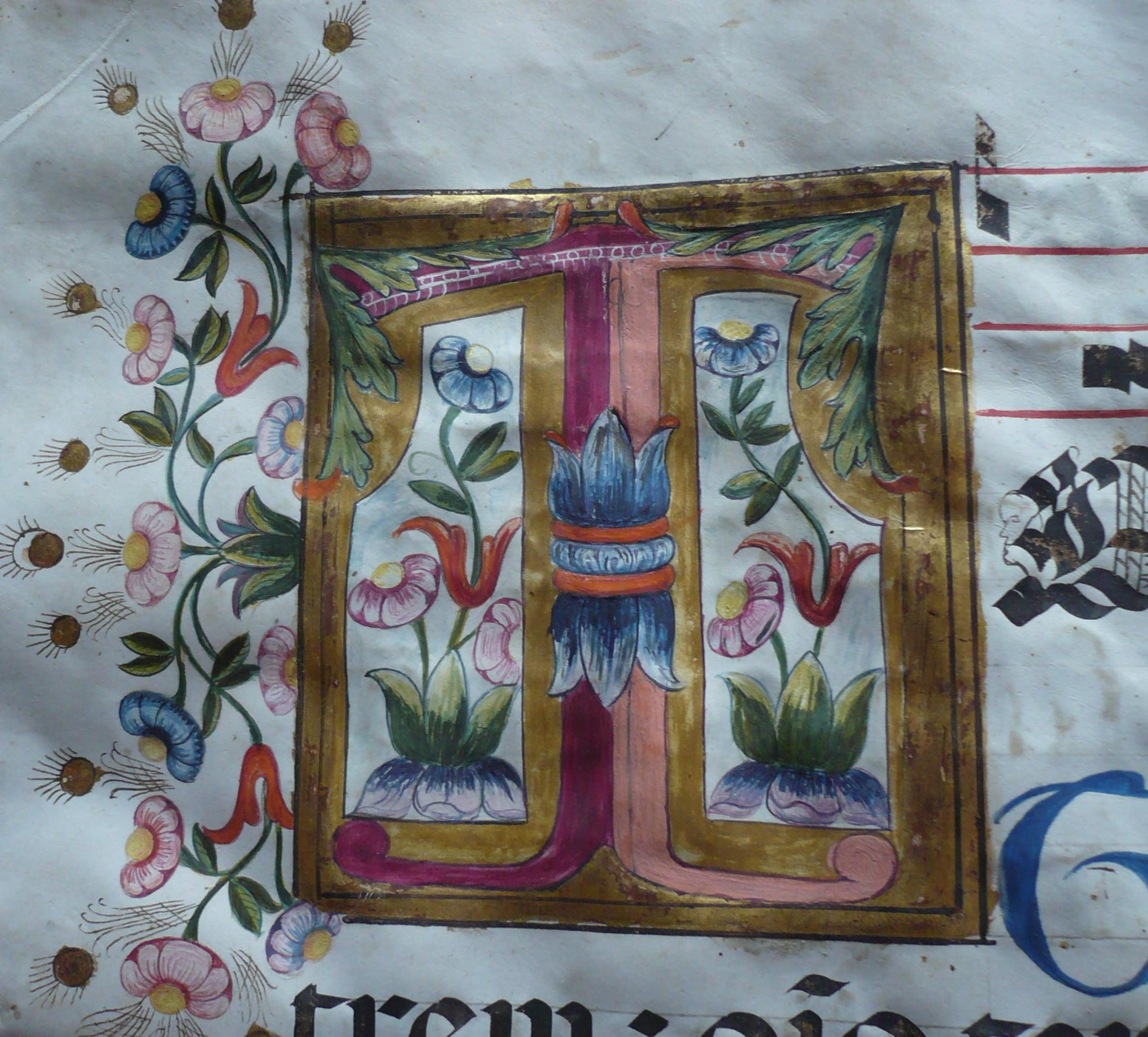
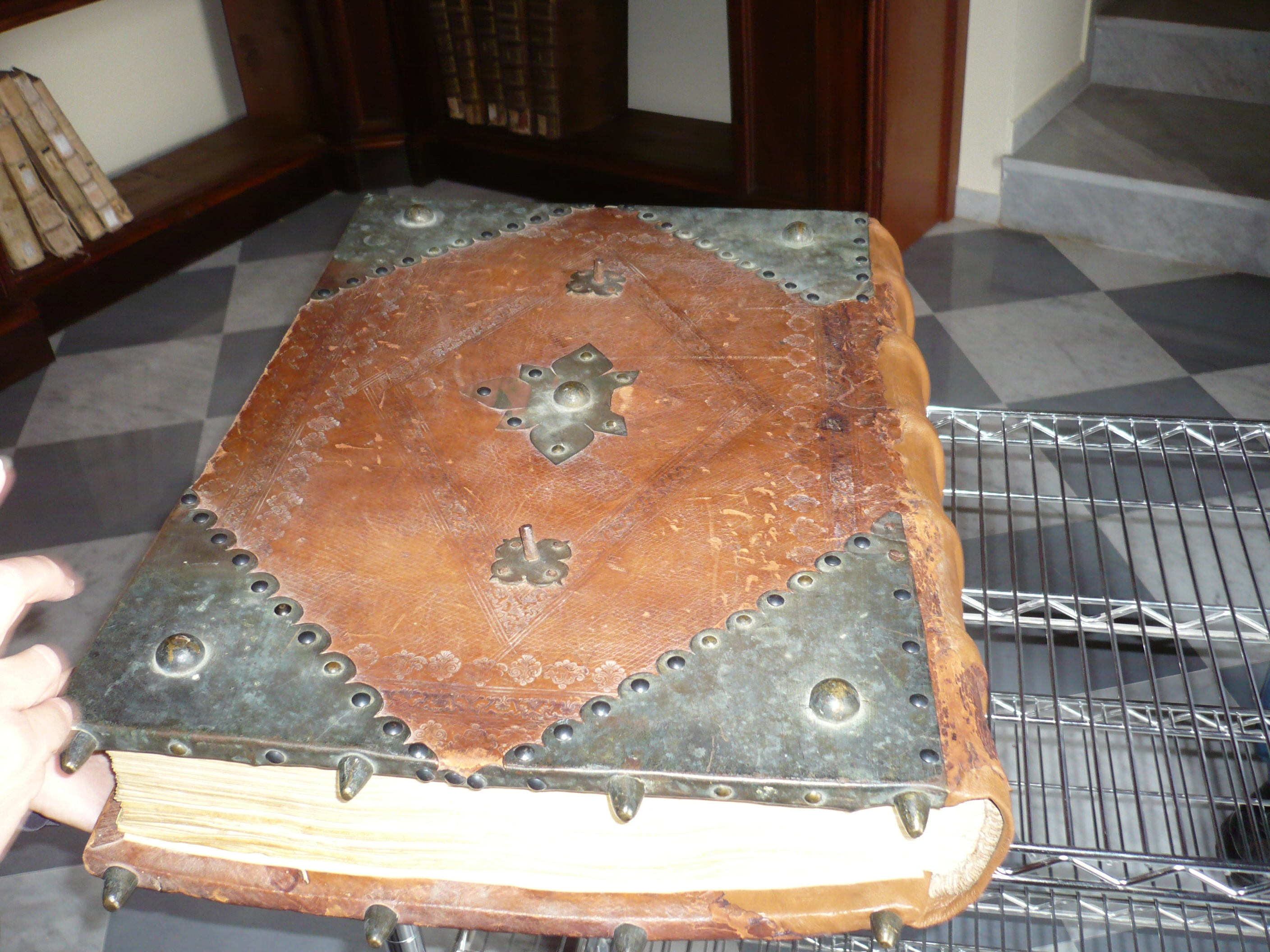